# Nuno Rebelo

## Biografia
Nuno Rebelo (Torres Vedras, 1960)  é um guitarrista e compositor português. É músico autodidacta tendo formação em Arquitetura pela Escola Superior de Belas Artes de Lisboa.
Fez parte das bandas Street Kids (1980-83), Mler Ife Dada (1984-90), Plopoplot Pot (1991-92) e Polyploc Orkeshtra (1992-95).
Em 1988 foi autor da banda sonora para o 3º desfile de moda "Manobras de Maio". Essa composição, com o nome "Sagração do Mês de Maio (1ª Sinfonia Falsificada)" foi editada em duplo-LP  pela EMI-Valentim de Carvalho, em 1989. Desde então compôs música para filmes, peças de teatro e espectáculos de dança, tendo trabalhado com os realizadores José Nascimento, Edgar Pêra, Jorge Paixão da Costa, Jorge António, com os encenadores Águeda Sena, José Wallenstein, António Feio, Paulo Filipe Monteiro, e com os coreógrafos Paulo Ribeiro, Mark Tompkins, Vera Mantero, João Fiadeiro, Constanza Brncic, Aldara Bizarro, etc.
Entre 1990 e 2005 foi autor de vários jingles publicitários, destacando-se o de Lisboa 94 Capital Europeia da Cultura (prémio de melhor jingle publicitário desse ano) e o jingle do Euro 2004 (Campeonato Europeu de Futebol).
Foi o compositor de "Pangea", o tema oficial da EXPO 98. Partindo de uma base sinfónica de cariz épico (orquestração de Nuno Rebelo e João Lucas, interpretação pela Orquestra Metropolitana de Lisboa) foram depois gravados vários músicos tocando instrumentos tradicionais representativos dos quatro cantos do mundo. Entre os músicos que participaram contam-se Pedro Caldeira Cabral (que tocou a guitarra portuguesa, rebab e xiao), Isabel Silvestre (voz), Pedro Joia (guitarra flamenco), José Silva (voz flamenco), Jovens do Hungu (vozes e percussões angolanas), Netos do N'gumbé (vozes e percussões guineenses), Cramol (coro feminino), João Lucas (acordeão), António Duarte (guzheng), Nuno Patrício (didjeridoo), Takile de los Andes (flautas andinas, charango) e o próprio Nuno Rebelo (balafon e outros instrumentos de percussão). Este tema foi usado nos filmes publicitários de promoção da Expo, era tocado diariamente na abertura da Expo 98 e foi ouvido também durante o fogo de artifício que marcou o encerramento da Expo 98.
Para a Expo 98 compôs também a música para o espetáculo "Oceanos e Utopias" (de Philippe Genty e François Confino), apresentado diariamente no pavilhão da Utopia (atual pavilhão Altice Arena), tendo sido visto por mais de de 3 milhões de espectadores.
Foi autor da música para o espetáculo de fogo de artifício que marcou a abertura de Porto 2001, Capital Europeia da Cultura.
Nuno Rebelo era considerado, em Abril de 1999, um dos principais nomes da música improvisada portuguesa. Neste âmbito deu concertos com músicos como Carlos Zingaro, Jorge Lima Barreto, Vítor Rua, Marco Franco, Ernesto Rodrigues, Kato Hideki, Shelley Hirsch, Peter Kowald, Sebi Tramontana, DJ Olive, Hans Joachim Roedelius, Agusti Fernandez, Tom Chant, Gianni Gebbia, Audrey Chen, Graham Haynes, etc. Participou em grandes ensembles  de improvisação dirigida, destacando-se várias actuações com a Variable Geometry Orchestra (dirigida por Ernesto Rodrigues), a European Improvisers Orchestra (dirigida por Evan Parker), Cobra (dirigido por John Zorn) e ainda um ensemble com vários improvisadores dirigidos por Fred Frith no festival Mixtur em Barcelona. Em improvisações com bailarinos participou em espectáculos com Steve Paxton, Lisa Nelson, Mark Tompkins, Frans Poelstra, Vera Mantero, David Zambrano, Julyen Hamilton, Constanza Brncic, João Fiadeiro, Malpelo, Andrés Corchero, etc.
Foi pioneiro na internet onde durante alguns anos teve um "site" criado em 1997, tendo sido a primeira pessoa em Portugal a disponibilizar ficheiros em mp3 (disponibilizando também o leitor de mp3 criado pelo Instituto Fraunhoffer cujo uso ainda não se encontrava generalizado). 
Revisita todo o seu percurso como compositor para teatro e dança no espectáculo "Compact Disconcert", com direção artística de Nuno Rebelo e direção cénica de Paulo Ribeiro e José Wallenstein, que foi apresentado no Teatro Nacional S. João (Porto) nos dias 21 e 22 de Junho de 2001. O disco com a gravação deste concerto foi editado pelo Teatro Nacional de S. João.
Entre 2013 e 2015 lecionou a disciplina de Improvisação Contemporânea na Escola Superior de Música Taller de Musics, em Barcelona.